# Basilides Zoltán
Basilides Zoltán (Vágújhely, 1918. március 26. – Budapest, 1988. szeptember 29.) magyar színész, a Basilides család tagjaként Basilides Barna, Basilides Sándor és Basilides Ábris testvére.

## Életpályája
Édesapja dr. Basilides Barna állami közjegyző, édesanyja Koreny Jolán volt. Operaénekesnek (basszus) készült; a Zeneakadémiát végezte el. 1945-től négy évadon át a Szegedi Nemzeti Színház operatagozatához, majd 1949-től két évadon át a debreceni Csokonai Színház prózai tagozatához tartozott. 1951-ben a Madách Színház társulatához szerződött. 1954-től a Fővárosi Operettszínházban játszott, majd 1955-től haláláig ismét a Madách Színház színésze volt. Megjelenése és hangja főleg erőteljes, nagy természetű figurák megformálására tették alkalmassá. 1953-tól szerepelt filmekben, 1963-tól jelent meg alakja a televízió képernyőjén.
Fia, Basilides Barna is a színészi pályát választotta.

## Főbb színházi szerepei
- Shakespeare: A vihar... Caliban
- Csehov: Cseresznyéskert... Lopahin
- Gogol: A revizor... Zemljanyika
- Miller: Pillantás a hídról... Marco
- Vincze Ottó: Párisi vendég... Koltai alispán
- Füst Milán: Boldogtalanok... Sirma Ferenc
- Shaw: Sosem lehet tudni... Crampton
- Ibsen: Peer Gynt... Dovre király
- Wesker: A királynő katonái... Repülőőrmester

## Filmszerepei
| - Föltámadott a tenger 1-2. (1953) – Kovács - Életjel (1954) – Bányász - Én és a nagyapám (1954) – Munkás I. - Pixi és Mixi a cirkuszban (1954, rövid játékfilm) – Cirkuszi konferanszié - Simon Menyhért születése (1954) - Böske (1955, rövid játékfilm) - Gábor diák (1955) - Veszélyes lejtő (1955, rövid játékfilm) - A csodacsatár (1956) – Újságíró IV. - Az eltüsszentett birodalom (1956) – Burkus lovag - Gól (1956, rövid játékfilm) - Mese a 12 találatról (1956) – Kőműves - Tanár úr kérem… (1956) – Nyomozó - Terülj, terülj, asztalkám! (1956, rövid játékfilm) - Gerolsteini kaland (1957) – Összeesküvő - Kaland az állatkertben (1958, rövid játékfilm) - Az utolsó fuvar (1958, kisfilm) - A harminckilences dandár (1959) - A megfelelő ember (1959) - Gyalog a mennyországba (1959) - Merénylet (1959) - Szerelem csütörtök (1959) - A Noszty fiú esete Tóth Marival (1960) – Tanár II. - Alázatosan jelentem (1960) – Vidákovics Gyoki - Eskü (1960, rövid játékfilm) - Légy jó mindhalálig (1960) – Dorghyék háziura - Új élet (1960, rövid játékfilm) - Alba Regia (1961) - Megöltek egy leányt (1961) – Szabadságos golyószórós - Négyen az árban (1961) - Az aranyember (1962) – Fabula, a kormányos - Férjhez menni tilos (1963) – Gordon - Fotó Háber (1963) - Germinal (1963) - Örökre eltiltva (1963, rövid játékfilm) - Tücsök (1963) – Király - Új Gilgames (1963) - Kár a benzinért (1964) – Szomszéd - Mit csinált felséged 3-tól 5-ig? (1964) – Kancellár - Butaságom története (1965) – Kukás - Sárkányeresztés (1965, rövid játékfilm) - Szegénylegények (1965) – Köpenyes V. - Tilos a szerelem (1965) – Erőművész - És akkor a pasas… (1966) – Maud apja - Susanne, die Wirtin von der Lahn (1967) - A beszélő köntös (1968) – Holéczi Sámuel - A veréb is madár (1968) – Ápoló az ideggyógyászaton - Egri csillagok 1-2. (1968) – Ál-Török Bálint - Szép magyar komédia (1970) - Kapaszkodj a fellegekbe! 1-2. (1971) – Börtöntiszt - Nápolyt látni és… (1972) - A törökfejes kopja (1973) – Bíró - Hét tonna dollár (1973) – Kaszinó pénztáros - A csillagszemű 1-2. (1977) – Csibak - Egy erkölcsös éjszaka (1977) – Tivadar - Nem élhetek muzsikaszó nélkül (1978) – Vrabéczy - Az elvarázsolt dollár (1985) – Kapa bácsi - Hány az óra, Vekker úr? (1985) – Kávéház-tulajdonos - A másik ember (1987) – Döme, tüzérezredes | - Állandó lakhelye nincs (1962) – Lofty - Siratásra készül az ég… (1962) – Fehér tiszt - A Tenkes kapitánya (1963) – Alfonz Bruckenbacker kapitány - Kártyások (1964) - A vörös vendégfogadó (1965) – Ügyvéd - Az igazságtevő (1965) - Kocsonya Mihály házassága (1965) – Kántor - Svéd gyufa (1965) - A száguldó riporter elindul… (1966) – Lovag - Én, Strasznov Ignác, a szélhámos 1-2. (1966) - Igen-nem királykisasszony (1966) – Tömlöcnök - Oly korban éltünk 1-5. (1966–1967) - Princ, a katona (1966) – Híradós századparancsnok - Budapesten harcoltak 1-3. (1967) - Ninocska, avagy azok az átkozott férfiak (1967) – Korcsmáros - Reggeli a marsallnál (1967) – Bíró - Az Aranykesztyű lovagjai 1-5. (1968) - Sárga rózsa (1968) – Számadó - Szende szélhámosok (1968) – Badó B. Elemér - A 0416-os szökevény (1969) – FBI ügynök I. - Bors II. (1970) – Hanák felügyelő - Házasodj, Ausztria! (1970) – Stadion gróf - Lehet egy kilóval kevesebb? (1971) - Névtelen csillag (1971) – Állomásfőnök - Rózsa Sándor (1971) – Illyés perzekutor - Szerelem a ládában (1971) – Richárd - Vidám elefántkór (1971) - Villa a Lidón 1-4. (1971) - Egy óra múlva itt vagyok… (1971) – Nikics, csetnik tiszt - Az ördög cimborája (1973) - Hannibál utolsó útja (1973) – Henar - Megtörtént bűnügyek 1-3. (1973) - Veszélyes övezet (1973) - Ficzek úr (1974) - Sosem lehet tudni (1974) - Muzsika az éjszakában (1975) - Sztrogoff Mihály (1975) (1977-es magyar szinkron) - A délibábok hőse (1976) - A tőrbecsalt Blanco Posnet (1976) – Kemp, békebíró - Hungária Kávéház (1976) – Sztankovics Milán - A szabadság katonái 1-4. (1977) - Ha a zenekar is úgy dolgozna (1977) - Mákszem Matyi (1977) – Szenyor Lopez - Mednyánszky (1978) – A Honmentő Egylet tagja - Halál a pénztárban (1979) – Zsidelka Mihály - Saroküzlet (1979) - Szerelem (1980) – Szalay, a papa - Mondja, Struccné! (1981) – Pótpapa - Lélekvándorlás (1982) - Régimódi történet (1982) - Vassza Zseleznova (1982) – Zseleznov - Az utolsó futam (1983) - Holt lelkek (1983) – Rendőrkapitány - Mint oldott kéve 1-7. (1983) – Második emigráns - Kémeri 1-5. (1985) – Vitéz Soós Arisztid, szélsőséges politikus; Puriesz Ottó, a bankrablás szemtanúja - Széchenyi napjai 1-6. (1985) - Csak a testvérem (1986) - Micike és az Angyalok (1987) – Doktor úr - Margarétás dal (1988) |

### Bábfilmek
- Süsü, a sárkány (1976) – Apasárkány (hang)
- Misi Mókus kalandjai (1980 [1982 mozifilmként]) – Rakodómunkás I. (hang)

## Szinkronszerepei

### Filmek
| Év   | Cím                                                | Szereplő               | Színész              | Szinkron év |
| ---- | -------------------------------------------------- | ---------------------- | -------------------- | ----------- |
| 1937 | Miénk a világ!                                     | N/A                    | N/A                  | 1981        |
| 1951 | Megvirradt                                         | Mengobator             | Erji Guangbudao      | 1953        |
| 1958 | A nyomorultak                                      | N/A                    | N/A                  | 1959        |
| 1959 | Ballada a katonáról                                | Katona a vonaton       | N/A                  | 1960        |
| 1960 | Iskolatársak voltunk                               | Kühn százados          | Ernst Schröder       | 1961        |
| 1960 | Rocco és fivérei (1. magyar szinkron)              | Bokszedző #1           | N/A                  | 1961        |
| 1961 | Twist Olivér (tévésorozat)                         | Bill Sikes             | Peter Vaughan        | 1970        |
| 1962 | Huszárkisasszony                                   | Iván, az inas          | Nyikolaj Krjucskov   | 1963        |
| 1967 | Doktor Dolittle                                    | Bellowes tábornok      | Peter Bull           | 1987        |
| 1968 | A bostoni fojtogató                                | Phil DiNatale detektív | George Kennedy       | 1970        |
| 1970 | Csempészek (tévésorozat)                           | Nicilaisen, órás       | Björn Puggard-Müller | 1975        |
| 1971 | Sacco és Vanzetti                                  | Mr. Wayne, idős tanú   | N/A                  | 1972        |
| 1971 | Vásárra viszem a bőröd (1. magyar szinkron)        | N/A                    | N/A                  | 1985        |
| 1972 | Magányos szívek                                    | N/A                    | N/A                  | 1977        |
| 1972 | Tizenkét hónap (1. magyar szinkron)                | N/A                    | N/A                  | 1975        |
| 1977 | Egy másik férfi, egy másik nő (1. magyar szinkron) | N/A                    | N/A                  | 1980        |
| 1979 | Brekiék Hollywoodban                               | Sam, a sas (hang)      | Frank Oz             | 1982        |

### Muppet Show
| Év   | Évad | Epizód | Epizódcím                          | Szereplő          | Szinkronhang | Szinkron év |
| ---- | ---- | ------ | ---------------------------------- | ----------------- | ------------ | ----------- |
| 1976 | 1    | 3      | Joel Grey                          | Sam, a sas (hang) | Frank Oz     | 1979        |
| 1976 | 1    | 12     | Peter Ustinov (1. magyar szinkron) | Sam, a sas (hang) | Frank Oz     | 1979        |
| 1976 | 1    | 13     | Bruce Forsyth                      | Sam, a sas (hang) | Frank Oz     | 1979        |
| 1976 | 1    | 16     | Avery Schreiber                    | Sam, a sas (hang) | Frank Oz     | 1979        |
| 1977 | 2    | 16     | Cleo Laine                         | Sam, a sas (hang) | Frank Oz     | 1982        |
| 1979 | 4    | 9      | Beverly Sills                      | Sam, a sas (hang) | Frank Oz     | 1985        |
| 1979 | 4    | 18     | Christopher Reeve                  | Sam, a sas (hang) | Frank Oz     | 1982        |
| 1979 | 4    | 22     | Andy Williams                      | Sam, a sas (hang) | Frank Oz     | 1985        |
| 1980 | 5    | 18     | Marty Feldman (1. magyar szinkron) | Sam, a sas (hang) | Frank Oz     | 1983        |

### Rajz- és animációs filmek és rajzfilmsorozatok
| Év   | Cím                                           | Szereplő                   | Szinkronhang           | Szinkron év |
| ---- | --------------------------------------------- | -------------------------- | ---------------------- | ----------- |
| 1961 | Hagymácska                                    | Citrom gróf                | Szergej Martyinszon    | 1966        |
| 1963 | Ken, a farkasfiú                              | N/A                        | N/A                    | 1976        |
| 1973 | Joe a méhek országában (magyar szinkron)      | ?                          | ?                      | 1974        |
| 1975 | A csodálatos papucs                           | További szereplők          | N/A                    | 1984        |
| 1976 | Jamie és a csodalámpa I. (1. magyar szinkron) | Sajó kutya                 | Brian Trueman          | 1979        |
| 1976 | Vadnyugati mackókaland                        | Hódok vezetőjePolgármester | N/A                    | 1977        |
| 1978 | Jamie és a csodalámpa II.                     | Sajó kutya                 | Brian Trueman          | 1985        |
| 1980 | Vrungel kapitány kalandjai                    | De La Voro Gangsteritto    | Alekszandr Burmisztrov | 1983        |
| 1984 | A farkas és a kisborjú                        | Vaddisznó                  | Vszevolod Larionov     | 1986        |

## Magyar Rádió

### Daljáték
- Kemény Egon – Gál György Sándor – Erdődy János: „Komáromi farsang” (1957) Daljáték 2 részben Csokonai Vitéz Mihály – Ilosfalvy Róbert, Zenthe Ferenc, Lilla – Házy Erzsébet, Korompai Vali, Deák Sándor, Gönczöl János, Berky Lili, Bilicsi Tivadar, Szabó Ernő, Hlatky László, Fekete Pál, Lehoczky Éva, Völcsey Rózsi, Gózón Gyula, Rózsahegyi Kálmán, Színészek – Barabás Irén, Basilides Zoltán (ének – próza), Kéri Gyula, Galgóczy Imre. A Magyar Rádió Szimfonikus Zenekarát Lehel György vezényelte Zenei rendező: Ruitner Sándor Rendező: László Endre

### Hangjátékok

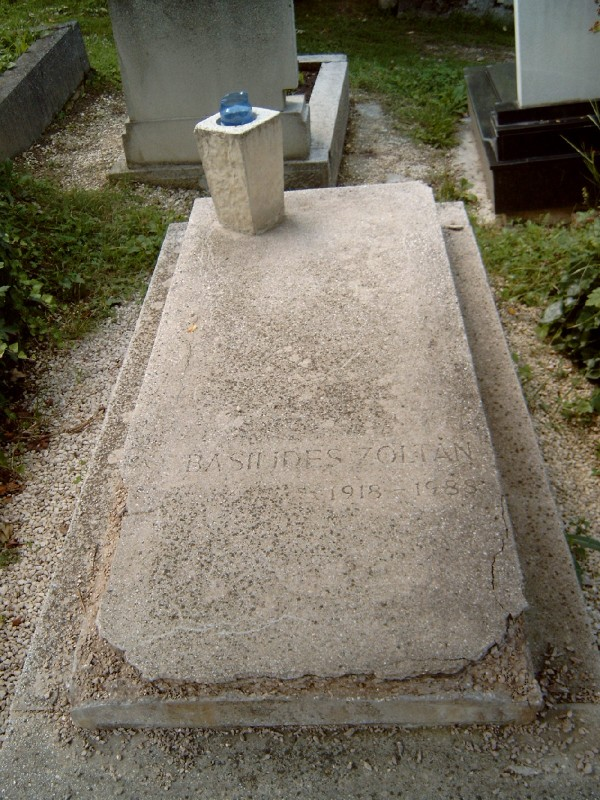
Basilides Zoltán sírja Budapesten. Farkasréti temető: 22/1-1-14.

- Halász Péter: 800 csille szén (1952)
- Tank, Herbert: A 49. Hosszúsági fokon (1952)
- Hunyady József: A nép tudósa (1953)
- Drzsics, Marin: Dundo Maroje (1958)
- Mesterházi Lajos: Pesti emberek (1958)
- Tolsztoj, Lev: Feltámadás (1958)
- Twain, Mark: Tamás úrfi mint detektív (1958)
- Bozó László: Furfangos Dalila (1959)
- Maltz, Albert: Tüzes nyíl (1959)
- Passuth László: Esztergomi orfeusz (1960)
- Bajor Andor: Cincogó Felicián (1961)
- Dold-Mihajlik: Ordasok között (1961)
- Hollós Korvin Lajos: Hunyadi (1961)
- Nyikolajeva-Geraszimov: Útközben (1961)
- Rapcsányi László: Az igazi Casanova (1961)
- Rejtő Jenő: Szép kis üzlet (1961)
- Akszjonov, Vaszilij: Kollégák (1962)
- Irwin Shaw: Hazafiak (1962)
- Jókai Mór: A kőszívű ember fiai (1962)
- Mándy Iván, László Endre: Robin Hood kalandjai (1962)
- Eduardo Anton: Lány az erkélyen (1963)
- Erich Kästner: Három ember a hóban (1963)
- Anton Pavlovics Csehov: Platonov szerelmei (1964)
- Aziz Neszin: Fölfedezem Törökországot (1964)
- Karel Csop: Egy ember, akit figyelnek (1964)
- Egon Vohlrab: A sztudánkai vendég (1964)
- Fáklyavivők – dalok, hősök, emlékek (1964)
- Arisztophanész: Az akharnaibeliek (1965)
- Bertold Brecht: Dobszó az éjszakában (1965)
- Carel és Jozef Capek: A rovarok életéből (1965)
- Gosztonyi János: Dániel és a krokodilok (1965)
- Friedrich Dürrenmatt: Straniczky és a nemzeti hős (1965)
- G.B.Shaw: Szonettek fekete hölgye (1965)
- Gyárfás Miklós: Sír az oroszlán (1965)
- Jevgenyij Svarc: A két juharfa (1965)
- Liszkay Tamás: Utazás Bitóniába (1965)
- Fésüs Éva: Toportyán Tódor a mezei könyvnapon (1966)
- Forester, William: Őfelsége kapitánya (1966)
- Jan Solovic: Öt perc múlva éjfél (1966)
- Szergej Zaligin: Az Irtis mentén (1966)
- Dürrenmatt, Friedrich: A szamár árnyéka (1967)
- Janusz Krasinski: Sztriptíz (1967)
- Thornbjörn Egner: Cincafarkinca és a többiek (1967)
- Túri András-Magyar Vilma: Prágai János ezredes (1967)
- Billing, Graham: Forbush és a pingvinek (1968)
- Reymont, Wladislaw: Parasztok (1968)
- Kopányi György: Idézés elhunytaknak (1969)
- Tom Stoppard: Albert hídja (1969)
- Homérosz: Odüsszeia (1970)
- Claude Ollier: Merénylet egyenes adásban (1970)
- Remenyik Zsigmond: Jordán Elemér első hete a túlvilágon (1970)
- Arthur Miller: A macska és a vízvezetékszerelő, aki férfi volt a talpán (1971)
- Boros Lajos-Vámos Miklós: Felfüggesztés (1971)
- László Endre: "Te csak húzzad, Bihari!" (1971)
- Marlowe, Christopher: Doktor Faustus tragikus históriája (1971)
- Babits Mihály: Kártyavár (1973)
- H. Lányi Piroska: Spartacus (1974)
- Mándy Iván: Üres osztály (1974)
- Zarko Petan: A hasonmás (1974)
- Gyárfás Miklós: Egy úr Khalkisz felé (1975)
- Gyurkovics Tibor: Óriáskifli (1975)
- Rudolf Fabry: Ballada a háborúról és a szerelemről (1975)
- Szabó Magda: Tündér Lala (1975)
- Vihar Béla: A kék tündér hídja (1975)
- Bendová, Krista: Egy öreg ház három csodája (1976)
- Horgas Béla: Álomvásár (1976)
- Lope de Vega: Javasasszony (1976)
- Otfried Preussler: Egy kicsi szellem visszatér (1976)
- Győrffy István: Vasháló (1977)
- Rákosy Gergely: Csak egy csap (1977)
- Déry Tibor: A félfülű (1978)
- Dickens, Charles: Copperfield Dávid (1979)
- Max Lündgren: Az aranynadrágos fiú (1979)
- Soyinka, Wole: A láplakók (1979)
- Szabó Magda: Sziget-kék (1979)
- Wilhelm Hauff: A kis Mukk története (1979) – A király
- Fallada, Hans: Halálodra magad maradsz (1980)
- Kopányi György: A veronai vén (1980)
- Antoine de Saint-Exupery: A kis herceg (1981)
- Bohumil Hrabal: Sörgyári capriccio (1981)
- Markéta Zinnerová: Házicérna (1981)
- Juhan Smuul: A zugkapitány (1982)
- Mikszáth Kálmán: Akli Miklós (1982)
- Kós Károly: Varjú nemzetség (1983)
- Thomas Hardy: A weydoni asszonyvásár (1985)
- Walter Scott: A lammermoori nász (1985)
- Csipkerózsika (1986) – Ajtónálló
- Molnár Ferenc: Egy, kettő, három (1986)
- Roald Dahl: Danny a szupersrác (1987)

## Diszkográfia
- Kemény Egon–Gál György Sándor–Erdődy János: „Komáromi farsang” daljáték, Breaston & Lynch Média, 2019

## Díjai
- Érdemes művész (1956)
- Kiváló művész (1962)